# Günter Bräuer
Günter Bräuer (* 4. Juni 1949 in Altena) ist ein deutscher Paläoanthropologe und langjähriger Professor für Anthropologie der Universität Hamburg. Er gilt als einer der Begründer der Out-of-Africa-Theorie, der zufolge der anatomisch moderne Mensch (Homo sapiens) in Afrika entstand und sich von dort aus über die ganze Welt verbreitete. Erstmals vorgestellt hatte Bräuer diese Theorie im Jahr 1982 auf dem 1. Internationalen Kongress für Paläoanthropologie in Nizza als „Afro-europäische Sapiens-Hypothese“. Die Bezeichnung Out of Africa entstand Mitte der 1980er-Jahre in Anlehnung an den 1985 verfilmten Roman von Karen Blixen Jenseits von Afrika (Originaltitel: Out of Africa).

## Forschung
Günter Bräuer war nach Studium und Promotion zum Dr. rer. nat. bei Ilse Schwidetzky an der Johannes Gutenberg-Universität Mainz von 1984 bis 1985 an der Universität Hamburg am Fachbereich Biologie als Privatdozent für Anthropologie tätig. 1985 wurde ihm – als Angestellter in der Funktion eines Akademischen Oberrates – gemäß § 17 Hamburgisches Hochschulgesetz die akademische Bezeichnung Professor für Anthropologie verliehen. Bis zu seiner Pensionierung im Jahr 2014 gehörte er dem Fachbereich Biologie und – nach einer Neuordnung der Organisationsstruktur der Universität Hamburg im Jahr 2005 – der Fakultät für Mathematik, Informatik und Naturwissenschaften an. Seit den 1970er-Jahren beschäftigt sich Bräuer mit der Analyse von Fossilien der Gattung Homo. In einer Würdigung der Senckenberg Gesellschaft für Naturforschung hieß es im Jahr 2005: „Mit einem Schwerpunkt auf den letzten 2,5 Millionen Jahren hat Bräuer während zahlreicher Forschungsreisen nach Afrika und Ostasien die Spur unserer Vorfahren verfolgt. Bei den fossilen Funden der Gattung Homo in Europa gilt sein besonderes Interesse der Ablösung des Neandertalers durch den modernen Menschen.“
Auslöser für Bräuers Forschungsarbeiten waren Fossilienfunde wie zum Beispiel die Schädel Omo 1 und Omo 2 aus Äthiopien und diverse hominine Fossilien aus Border Cave und den Klasies-River-Höhlen in Südafrika, die Anfang der 1970er-Jahre als mindestens 100.000 Jahre alte Homo sapiens klassifiziert worden waren; zuvor waren aus Afrika nur 30.000 bis 40.000 Jahre alte Funde von Homo sapiens bekannt gewesen. Aus dem Vergleich der ältesten und der jüngeren Funde aus Afrika mit denen aus Europa beschrieb er anhand anatomischer Merkmale eine Kontinuität von graduellen Veränderungen bis hin zu den Menschen der Gegenwart. Eine Konsequenz seiner „Afro-europäischen Sapiens-Hypothese“ war die Herleitung, dass Homo sapiens – aus Afrika kommend – in Europa die Neandertaler und in Asien andere archaische Arten wie Homo erectus ersetzte („replacement“ statt „continuity“). Bis dahin war in Fachkreisen aufgrund der scheinbar lückenlosen Abfolge von Fundstellen die Annahme verbreitet gewesen, dass es in Europa einen langsamen, graduellen evolutiven Übergang vom Neandertaler zum anatomisch modernen Menschen gegeben habe. Die genaue Ausformulierung dieser Hypothese war 1983 auch Gegenstand seiner Habilitationsschrift.

## Schriften
- Präsapiens‐Hypothese oder Afro‐europäische Sapiens‐Hypothese? In: Zeitschrift für Morphologie und Anthropologie. Band 75, Nr. 1, 1984, S. 1–25, Zusammenfassung.

- A craniological approach to the origin of anatomically modern Homo sapiens in Africa and implications for the appearance of modern Europeans. In: Fred H. Smith, Frank Spencer (Hrsg.): The origins of modern humans: a world survey of the fossil evidence. Alan R. Liss, New York 1984, ISBN 0-8451-0233-8, S. 327–410.

- The evolution of modern humans: a comparison of the African and non‐African evidence. In: Paul Mellars, Chris Stringer (Hrsg.): The human revolution. Behavioural and biological perspectives in the origins of modern humans. Edinburgh University Press, Edinburgh 1989, ISBN 0-691-08539-0, S. 123–154.

- Africa’s place in the evolution of Homo sapiens. In: Günter Bräuer, Fred H. Smith (Hrsg.): Continuity or replacement‐controversies in Homo sapiens evolution. A. A. Balkema, Rotterdam 1992, ISBN 90-6191-149-4, S. 83–98.

- The „Out‐of‐Africa“ model and the question of regional continuity. In: Phillip Tobias, Michael A. Raath, Jacopo Moggi‐Cecchi, Gerald A. Doyle (Hrsg.): Humanity from African naissance to coming millennia. Firenze University Press, Florenz 2001, ISBN 88-8453-003-2, S. 183–190, Volltext (PDF).

- The KNM‐ER 3884 hominid and the emergence of modern anatomy in Africa. In: Phillip Tobias, Michael A. Raath, Jacopo Moggi‐Cecchi, Gerald A. Doyle (Hrsg.): Humanity from African naissance to coming millennia. Firenze University Press, Florenz 2001, ISBN 88-8453-003-2, S. 191–197.

- Das Out‐of‐Africa‐Modell und die Kontroverse um den Ursprung des modernen Menschen. In: Nicholas J. Conard (Hrsg.): Woher kommt der Mensch? Attempto Verlag, Tübingen 2004, ISBN 3-89308-381-2, S. 164–187.

- Searching for morphological evidence of Neandertal gene flow in early modern humans. In: Nicholas J. Conard (Hrsg.): When Neanderthals and modern humans met. Kerns, Tübingen 2006, ISBN 3-935751-03-6, S. 87–103.

- The origin of modern anatomy: By speciation or intraspecific evolution? In: Evolutionary Anthropology. Band 17, Nr. 1, 2008, S. 22–37, doi:10.1002/evan.20157.

- Middle Pleistocene Diversity in Africa and the Origin of Modern Humans. In: Jean-Jacques Hublin, Shannon P. McPherron (Hrsg.): Modern Origins. A North African Perspective. Springer, Dordrecht 2012, ISBN 978-94-007-2928-5, S. 221–240.

- mit Helmut Broeg: On the degree of Neandertal‐modern continuity in the earliest Upper Palaeolithic crania from the Czech Republic: evidence from non‐metrical features. In: Keiichi Omoto, Phillip Tobias (Hrsg.): The origins and past of modern humans towards reconciliation. World Scientific, Singapur 1998, S. 106–125.

- mit Richard Leakey: The ES‐11693 cranium from Eliye Springs, West Turkana, Kenya. In: Journal of Human Evolution. Band 15, Nr. 4, 1986, S. 289–312, doi:10.1016/S0047-2484(86)80055-0.

- mit Kristján Mímisson: Morphological affinities of early modern crania from China. In: Enrique Baquedano, Susana Rubio Jara (Hrsg.): Miscelánea en homenaje a Emiliano Aguirre. Vol. III: Paleoantropología. Museo Arqueologico Regional. Henares 2004, ISBN 84-451-2655-5, S. 59–70.

- mit Chris B. Stringer: Models, polarization and perspectives on modern human origins. In: Geoffrey A. Clark, Cathy M. Willermet (Hrsg.): Conceptual issues in modern human origins research. Aldine de Gruyter, New York 1997, ISBN 0-202-02040-1, S. 191–201.

- mit Richard E. Leakey und Emma Mbua: A first report on the ER‐3884 cranial remains from Ileret/East Turkana, Kenya. In: G. Bräuer, Fred H. Smith (Hrsg.): Continuity or replacementcontroversies in Homo sapiens evolution. A. A. Balkema, Rotterdam 1992, ISBN 90-6191-149-4, S. 111–119.

- mit Hilary John Deacon und Friedrich Zipfel: Comment on the new maxillary finds from Klasies River, South Africa. In: Journal of Human Evolution. Band 23, Nr. 5, 1992, S. 419–422, doi:10.1016/0047-2484(92)90089-R.

- mit Yuji Yokoyama, Christophe Falguères und Emma Mbua: Modern human origins backdated. In: Nature. Band 386, 1997, S. 337–338, doi:10.1038/386337a0.

- mit diversen anderen: Virtual study of the endocranial morphology of the matrix‐filled cranium from Eliye Springs, Kenya. In: The Anatomical Record A. Band 276A, Nr. 2, 2004, S. 113–133, doi:10.1002/ar.a.90122.

- mit Mark Collard und Chris B. Stringer: On the reliability of recent tests of the out of Africa hypothesis for modern human origins. In: The Anatomical Record A. Band 279A, Nr. 2, 2004, S. 701–707, doi:10.1002/ar.a.20064.

- mit Helmut Broeg und Chris B. Stringer: Earliest Upper Paleolithic crania from Mladeč, Czech Republic, and the question of Neanderthal modern continuity: metrical evidence from the fronto‐facial region. In: Katerina Harvati, Terry Harrison (Hrsg.): Neanderthals Revisited. New Approaches and Perspectives. Springer, Heidelberg 2006, ISBN 1-4020-5120-4, S. 277–288.

- Origin of Modern Humans. Kapitel 14 in: Winfried Henke und Ian Tattersall (Hrsg.): Handbook of Palaeoanthropology. Band 3, Springer, Berlin / Heidelberg / New York 2007, ISBN 978-3-540-32474-4, S. 1–56.

## Belege
1. ↑  Eintrag Günter Bräuer auf brockhaus.de, Abrufdatum: 30. Januar 2022.
2. 1 2  Verleihung des Grüter-Preises an Prof. Günter Bräuer. (Memento vom 5. November 2018 im Internet Archive) Im Original publiziert auf senckenberg.de vom 24. November 2005.
3. ↑  Günter Bräuer: Early anatomically modern man in Africa and the replacement of the Mediterranean and European Neanderthals. I. Congrès International de Paléontologie Humaine. Nice 1982, Resumés: 112.
4. ↑  Chris Stringer: The Origin of Our Species. Penguin / Allen Lane, 2011, ISBN 978-1-84614-140-9, S. 77.
5. ↑  Günter Bräuer: Der Ursprung lag in Afrika. In: Spektrum der Wissenschaft. Nr. 3, 2003, S. 40.
6. ↑  Günter Bräuer im Hamburger Professorinnen- und Professorenkatalog (abgerufen am 30. Januar 2022) .
7. ↑  Günter Bräuer: The „Afro‐European sapiens hypothesis“ and hominid evolution in East Asia during the late Middle and Upper Pleistocene. In: Courier Forschungs-Institut Senckenberg. Band 69, 1984, S. 145–165.
8. ↑  Eintrag Bräuer, Günter in Bernard Wood (Hrsg.): Wiley-Blackwell Encyclopedia of Human Evolution. 2 Bände. Wiley-Blackwell, Chichester u. a. 2011, ISBN 978-1-4051-5510-6.

| Personendaten    | Personendaten               |
| ---------------- | --------------------------- |
| NAME             | Bräuer, Günter              |
| KURZBESCHREIBUNG | deutscher Paläoanthropologe |
| GEBURTSDATUM     | 4. Juni 1949                |
| GEBURTSORT       | Altena                      |